# Szervét Tibor
Szervét Tibor, születési nevén Szabó Tibor (Cegléd, 1958. március 1. –) Jászai Mari-díjas magyar színész, színházi rendező, érdemes és kiváló művész, jogász.

## Életpályája
A budapesti Eötvös Loránd Tudományegyetem Állam- és Jogtudományi Karán végzett, 1982-ben. 1984-ben felvételt nyert a Színművészeti Főiskola (ma Színház- és Filmművészeti Egyetem) színész szakára, ahol mesterei Kerényi Imre, Huszti Péter és Ruszt József voltak.
1988-ban a Szegedi Nemzeti Színházhoz szerződött, majd 1989-ben egyik alapító tagja volt a Ruszt József vezette Független Színpadnak. 1991–1994 között a Miskolci Nemzeti Színház vezető művészévé vált a sikeres jellemszerepek alakítása során. 1994-ben négy színház hívta Budapestre, végül a Cyrano előadással együtt szerződtette át a Vígszínház, amelynek három évig volt tagja. 1997 és 2014 között a Radnóti Színház színésze, számos művészeti- és közönségdíj kitüntetettje. A következő színházak előadásaiban játszott még: Karinthy Színház, Budapesti Kamaraszínház, Pinceszínház, Madách Színház, Thália Színház, Rózsavölgyi Szalon, Nemzeti Táncszínház, Centrál Színház, Játékszín. Különböző színházakban rendez.  2014-től a Thália Színház művésze.
A szerepeit egyedi megoldásokkal és a nézőkre nagy hatással megformáló színész (lásd: a Miskolci Nemzeti Színház és a Radnóti Színház közönségdíjai) az interjúiban nagy szeretettel nyilatkozik a szerepeiről. Ezek közül kiemelhető a Cyrano és a Hamlet címszerepe a Miskolci Nemzeti Színházban; a Radnóti Színházban a száznegyvenszer előadott Ványa bácsi Asztrov-, és a kétszázszor játszott Anconai szerelmesek Tomao szerepe, a IV. Henrik címszerepe, majd a Tóték különös Postása; a Budapesti Kamaraszínház tizenegy éven át játszott Emberbarát előadásának Philip szerepe; valamint a Madách Színházban a Spamalot Arthur királya. 
Filmszerepei közül a Valami Amerika Alex Brubeck producere, a Magyar vándor Huba vezére, valamint az Apacsok film Tartótisztje a legemlékezetesebb.

### Magánélete
Párja 2020 óta Stefanovics Angéla színésznő, 2023-ban összeházasodtak.

## Díjai, elismerései

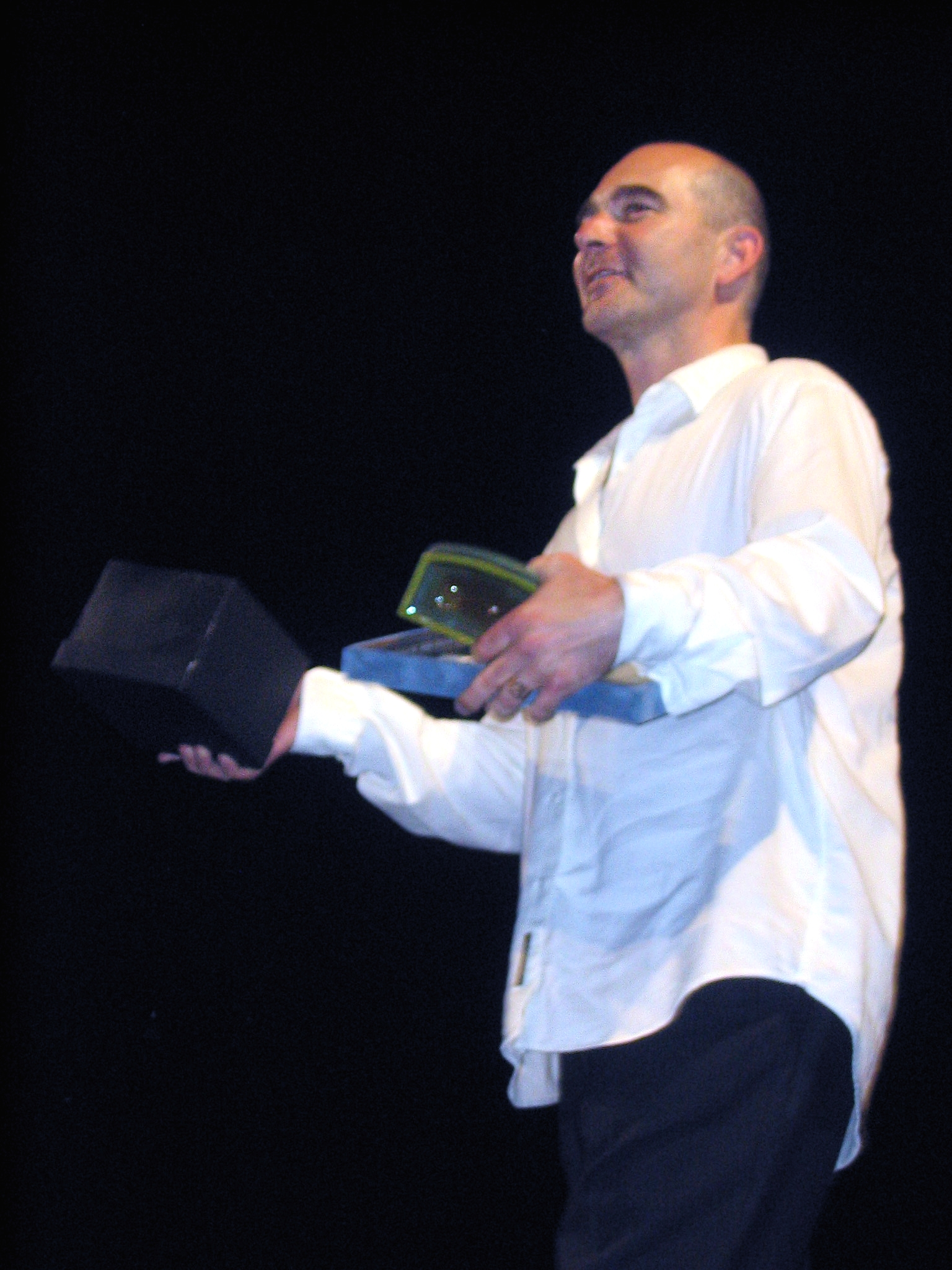
Legjobb férfi főszereplő
(Szakmai zsűri díja -
POSZT, 2005)

- Miskolci Önkormányzat Nívódíja (1992, 1993)
- Greguss-díj (1993)
- Miskolci Nemzeti Színház – Legnépszerűbb férfi színész díj 1992/1993 (1993, 1994)
- Jászai Mari-díj (1994)
- Miskolci Önkormányzat Déryné-díja (1994)
- Fővárosi Önkormányzat Legjobb férfialakítás díja 1996/1997 (1997, 2005) – (Ványa bácsi), (IV. Henrik)
- IV. drámaíróverseny - Legjobb rendezésért járó díj (1997) – (Csúcsmodell)
- Színikritikusok Díja – Legjobb férfi mellékszereplő díj 1996/1997 (1997) – (Ványa bácsi, Anconai szerelmesek)
- Criticai Lapok - Criticusok Kedvencze díj (1997)
- A Magyar Köztársasági Érdemrend kiskeresztje /polgári tagozat/ (1998)
- Magyar ATV - Művészdobogó-díj (2001)
- Súgó Csiga díj Fődíj (2002, 2004, 2006)
- Radnóti Színház - Radnóti-NOKIA-díj 2001/2002 Közönségdíj (2002–2006, 2008–2012)
- Miskolci Nemzeti Színház – Év rendezője díj 2001/2002 (2002) – (Mezítláb a parkban)
- V. POSZT Szakmai zsűri – Év legjobb férfi főszereplője díj 2004/2005 (2005) - (IV. Henrik)
- V. POSZT Közönség zsűri díja (2005)  – (IV. Henrik)
- Bartók Kamaraszínház-Dunaújváros Online – Különdíj (2005)
- Gundel művészeti díj – Legjobb férfi színész díj (2006)
- Érdemes művész (2010)
- Magyar Filmkritikusok Díja – Legjobb férfi epizódalakításért járó díj (2011) – (Apacsok)
- VIDOR Fesztivál – Arlecchino-díj Kiemelkedő színészi teljesítményéért (2011) - (Romantikus komédia)
- VIDOR Fesztivál – Arlecchino-díj A legjobb férfi alakításért (2016) – (A nagy kézrablás)[6]
- Kiváló művész (2025)

## Munkássága

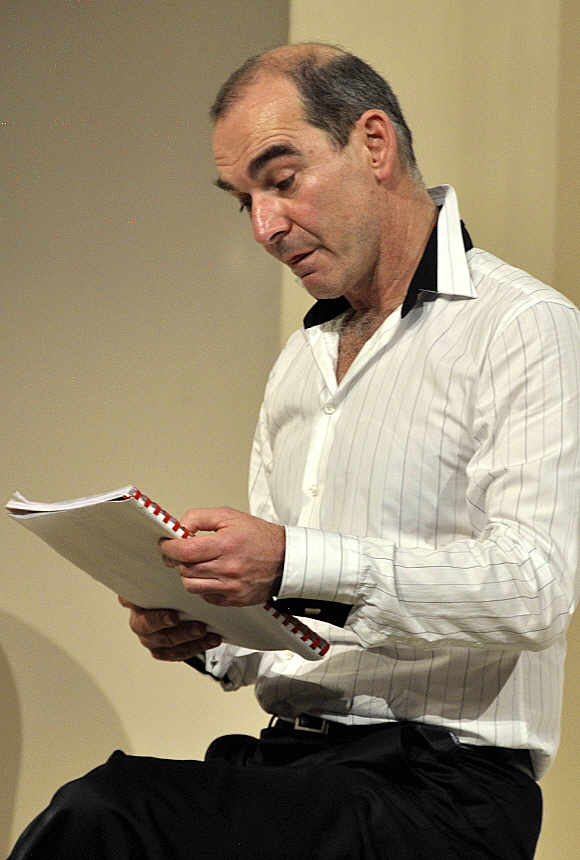
Jason
(Romantikus komédia -
Thália Színház, 2010)

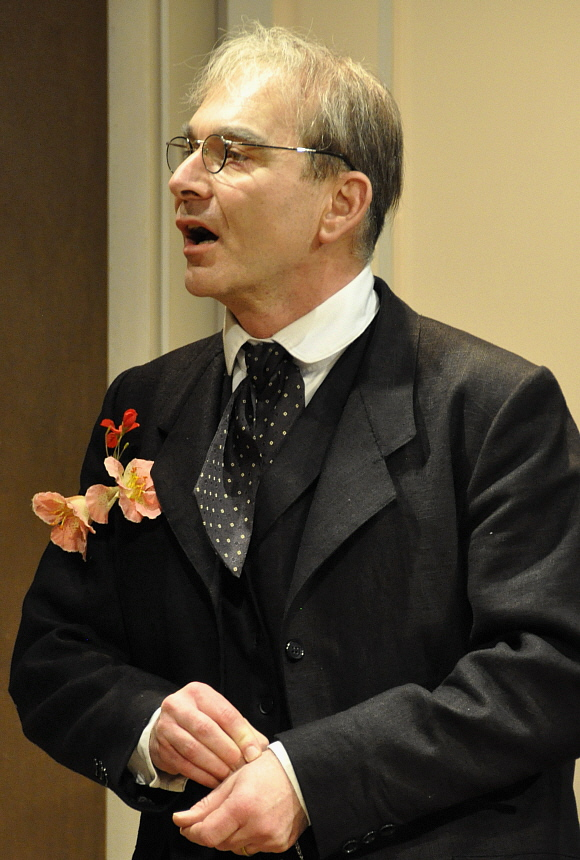
Dr. Csapláros
(Naftalin -
Radnóti Színház, 2010)

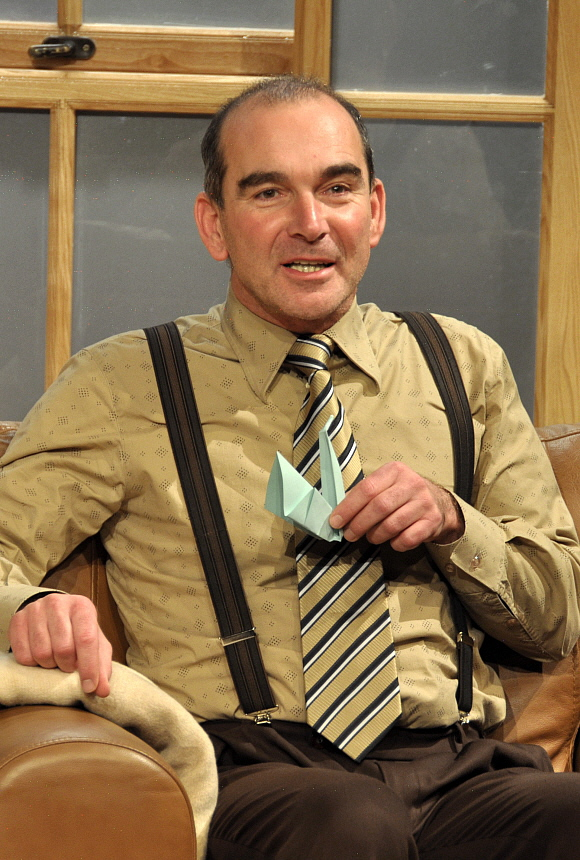
Graham Whittaker
(Beszélő fejek II. -
Thália Színház, 2009)

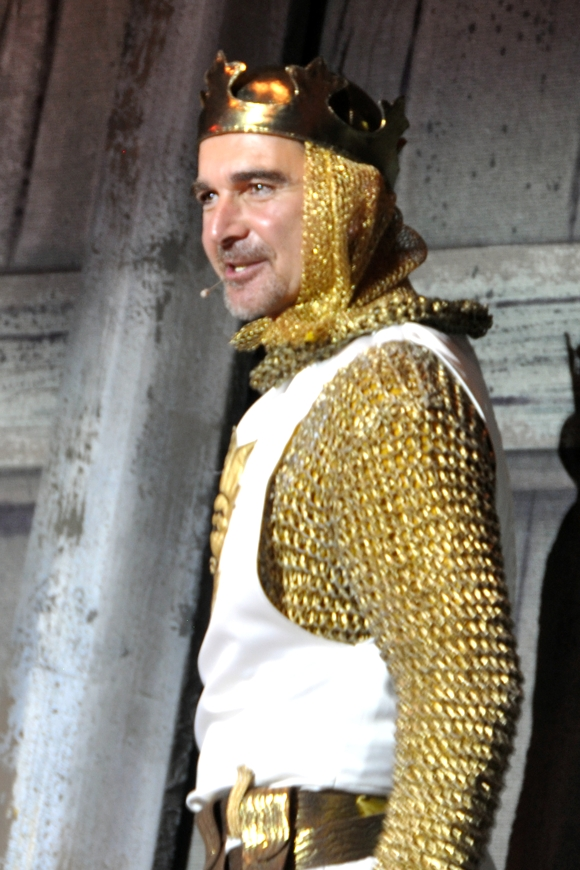
Arthur király
(Spamalot, -
Madách Színház, 2009)

### Színpadi szerepei
Agatha Christie - Gyilkosság az Orient Expresszen / Poirot (r.: Szirtes Tamás) Thália Színház, 2024
- Michael Frayn - Hamvai Kornél: Csoda korban élünk (Szigliget) / Darányi – (r.: Kelemen József) Thália Színház, 2017
- Alexandre Dumas–Jean Paul Sartre: Kean, a színész / Kean– (r.:Kelemen József) Thália Színház, 2017
- Martin McDonagh: A nagy kézrablás / Carmichel – (r.: Radnai Márk) Thália Színház, 2016
- David Mamet: Amerikai bölény / Don – (r.: Sebestyén Aba) Thália Színház, 2016
- Daniel Keyes–Szervét Tibor: Virágot Algernonnak / Charlie Gordon – (r.: Horgas Ádám) Játékszín, 2015[7]
- Robert de Flers és Gaston – Armand Caillavet: Két szék között / Lucien – (r.: Méhes László) Thália Színház, 2015
- David Lindsay-Abaire: Jó emberek / Mike – (r.: Puskás Tamás) Centrál Színház, 2014
- Ken Ludwig: A hőstenor / Tito Merelli – (r.: Réthly Attila) Thália Színház, 2014
- PR-Evolution Dance Company: Örök kikelet / Ady Endre – (koreográfia: Nemes Zsófia) Nemzeti Táncszínház, 2014
- Spiró György: Elsötétítés / Férfi – (r.: Marton László) Rózsavölgyi Szalon, 2014
- Frederick Knott: Gyilkosság telefonhívásra / Tony Wendice – (r.: Dicső Dániel) Rózsavölgyi Szalon, 2014
- Mohácsi István–Mohácsi János: A csillagos ég / Ivády András; Tiborc; Velvárt Endre, polgármester – (r.: Mohácsi János) Radnóti Színház, 2013
- Nényei Pál: Mozgófénykép / Törzs Jenő, gazdag tulajdonos – (r.: Göttinger Pál) Radnóti Színház, 2013
- Pierre Sauvil: Napfény kettőnknek / Dr. Vincent Bertholin – (r.: Réthly Attila) Rózsavölgyi Szalon, 2012
- David Hill–Vajda Gergely: Gulliver Fárémidóban / Narrátor – (vezényel: Vajda Gergely) UMZE Kamaraegyüttes, 2012
- Disney és Cameron Mackintosh: Mary Poppins / George Banks – (r.: Szirtes Tamás) Madách Színház, 2012
- Georges Feydeau: Bolha a fülbe / August Ferraillon – (r.: Mohácsi János) Radnóti Színház, 2012
- Térey János: Protokoll / Karányi, Mátrai barátja, kritikus – (r.: Valló Péter) Radnóti Színház, 2012
- Neil Simon: Furcsa pár - Furcsán! / Oscar Madison – (r.: Márton András) Madách Színház, 2011
- Neil Simon: Furcsa pár / Felix Unger – (r.: Márton András) Madách Színház, 2011
- George Bernard Shaw: Pygmalion / Henry Higgins – (r.: Valló Péter) Radnóti Színház, 2011.
- Bernard Slade: Romantikus komédia / Jason Carmichael – (r.: Bálint András) Thália Színház, 2010
- Heltai Jenő–Várady Szabolcs–Darvas Ferenc: Naftalin / Dr. Csapláros Károly – (r.: Szabó Máté) Radnóti Színház, 2010
- Alan Bennett: Beszélő fejek II. / Graham – (r.: Bálint András) Thália Színház, 2009
- Szálinger Balázs: Oidipusz gyermekei / Kreón – (r.: Valló Péter) Radnóti Színház, 2009
- Eric Idle–John Du Prez: Spamalot / Arthur király – (r.: Szirtes Tamás) Madách Színház, 2009
- Bereményi Géza–Kovács Krisztina: Apacsok / Apa, Tartótiszt – (r.: Török Ferenc) Radnóti Színház, 2009
- Alekszandr Nyikolajevics Osztrovszkij: Farkasok és bárányok / Vaszilij Ivanics Berkutov – (r.: Valló Péter) Radnóti Színház, 2008
- William Gibson: Libikóka / Jerry – (r.: Verebes István) Pinceszínház, 2008
- Ingmar Bergman: Rítus / Hans – (r.: Lukáts Andor) Radnóti Színház, 2008
- Eduardo de Filippo: Nápolyi kísértetek / Pasquale Lojacono – (r.: Stefano de Luca) Radnóti Színház, 2007
- Miroslav Krleža: Szentistvánnapi búcsú / Janez – (r.: Gothár Péter) Radnóti Színház, 2006
- Hamvai Kornél: Castel Felice / A Férfi – (r.: Valló Péter) Radnóti Színház, 2005
- Carlo Goldoni: Karneválvégi éjszaka / Momolo – (r.: Rusznyák Gábor) Radnóti Színház, 2005
- Luigi Pirandello: IV. Henrik / IV. Henrik – (r.: Stefano de Luca) Radnóti Színház, 2005
- Örkény István: Tóték / Postás – (r.: Gothár Péter) Radnóti Színház, 2004
- Janusz Glowacki: Negyedik nővér / Ivan Pavlovics Pjetrov – (r.: Rusznyák Gábor) Radnóti Színház, 2004
- Christopher Hampton: A kúra / Jung – (r.: Valló Péter) Budapesti Kamaraszínház, 2004
- Edward Albee: Szilvia, a K. / Martin – (r.: Gothár Péter) Radnóti Színház, 2003
- Eisemann Mihály – Baróti Géza – Dalos László: Bástyasétány 77. / Patkó Lajos – (r.: Valló Péter) Radnóti Színház, 2003
- Anton Pavlovics Csehov: Három Nővér / Versinyin – (r.: Verebes István) Radnóti Színház, 2002
- William Shakespeare: III. Richard / Buckingham – (r.: Valló Péter) Szegedi Szabadtéri Játékok, 2002
- Gerhart Hauptmann: Patkányok / John pallér – (r.: Valló Péter) Radnóti Színház, 2001
- Füst Milán: Máli néni / Alfonz – (r.: Jordán Tamás) Radnóti Színház, 2001
- Harold Pinter: A születésnap / McCann – (r.: Gothár Péter) Radnóti Színház, 2000
- Christopher Hampton: Emberbarát / Philip – (r.: Valló Péter) Budapesti Kamaraszínház, 2000
- Móricz Zsigmond: Rokonok / Kopjáss István – (r.: Jordán Tamás) Radnóti Színház, 2000
- Marius von Mayenburg: Lángarc / Apa – (r.: Zsótér Sándor) Radnóti Színház, 2000
- Szenes-Kellér: Az alvó férj / Ságody Jenő – (r.: Karinthy Márton) Karinthy Színház, 1999
- Alekszandr Nyikolajevics Osztrovszkij:  Erdő  /  Szomorov – (r.: Gothár Péter) Radnóti Színház, 1999
- Euripidész: Iphigeneia Auliszban / Menelaosz – (r.: Valló Péter) Radnóti Színház, 1998
- Miroslav Krleža:  Agónia / Dr. Ivan Križovec – (r.: Valló Péter) Radnóti Színház, 1998
- Pedro Calderón de la Barca: VIII. Henrik / VIII. Henrik – (r.: Telihay Péter) Radnóti Színház, 1997
- Mándy Iván: Régi idők mozija / Moziszínész – (r.: Valló Péter) Radnóti Színház, 1997
- Vajda Katalin: Anconai szerelmesek / Don Tomao Nicomaco – (r.: Valló Péter) Radnóti Színház, 1997
- Anton Pavlovics Csehov: Ványa bácsi / Asztrov – (r.: Valló Péter) Radnóti Színház, 1996
- Szirmai Albert: Mágnás Miska / Baracs István – (r.: Mohácsi János) Vígszínház, 1996
- Rudyard Kipling: A dzsungel könyve / Sir Kán – (r.: Hegedűs D. Géza) Pesti Színház, 1996
- Anton Pavlovics Csehov: Ivanov / Ivanov – (r.: Horvai István) Pesti Színház, 1995
- Békés Pál: Össztánc / Táncos – (r.: Marton László) Vígszínház, 1995
- Alan Jay Lerner: My Fair Lady / Higgins – (r.: Horváth Péter) Miskolci Nemzeti Színház, 1995
- George Bernard Shaw: Szent Johanna / Warwick – (r.: Taub János) Vígszínház, 1995
- Edmond Rostand: Cyrano / Cyrano – (r.: Verebes István) Vígszínház, 1995
- Bródy Sándor: A szerető / Kostitz – (r.: Verebes István) Miskolci Nemzeti Színház, 1994
- William Shakespeare: Hamlet, dán királyfi / Hamlet – (r.: Nagy Viktor) Miskolci Nemzeti Színház, 1994
- Bertolt Brecht: Kurázsi mama és gyermekei / Szakács – (r.: Telihay Péter) Miskolci Nemzeti Színház, 1993
- Ivan Szergejevics Turgenyev: Egy hónap falun / Iszlajev – (r.:Horvai István) Pesti Színház, 1993
- Szép Ernő: Háromlevelű lóhere / Festőművész – (r.: Telihay Péter) Miskolci Nemzeti Színház, 1993
- Samuel Beckett: Godot-ra várva / Vladimir – (r.: Kováts Kristóf) Miskolci Nemzeti Színház, 1993
- Friedrich Schiller: Stuart Mária / Leicester – (r.: Telihay Péter) Miskolci Nemzeti Színház, 1993.
- Kálmán Imre: Cirkuszhercegnő / Tóni – (r.: Bor József) Miskolci Nemzeti Színház, 1992
- Edmond Rostand: / Cyrano – (r.: Verebes István) Miskolci Nemzeti Színház, 1992
- Ödön von Horváth: Mesél a bécsi erdő / Alfréd – (r.: Árkosi Árpád) Miskolci Nemzeti Színház, 1992
- Kálmán Imre: Csárdáskirálynő / Bóni – (r.: Hegyi Árpád Jutocsa) Miskolci Nemzeti Színház, 1992
- Molière: Úrhatnám polgár / Filozófiatanár – (r.: Árkosi Árpád) Miskolci Nemzeti Színház, 1991
- William Shakespeare: Othello / Jágó – (r.: Galgóczy Judit) Miskolci Nemzeti Színház, 1991
- Székely János: Mórok / Háfez – (r.: Tompa Gábor) Gyulai Várszínház, 1991
- Sütő András: A szúzai menyegző / Ifjú Besszosz – (r.: Ruszt József) Szegedi Szabadtéri Játékok, 1990
- Katona Imre – Ruszt József: Passió magyar versekben / Verselő – (r.: Ruszt József) Független Színpad, 1990
- Madách Imre: Az ember tragédiája / Fáraó, Sergiolus, Luther, Eszkimó – (r.: Ruszt József) Független Színpad, 1990
- William Shakespeare: Romeo és Júlia / Mercutio – (r.: Ruszt József) Független Színpad, 1990
- Arthur Schnitzler: Körmagyar / Fiatal elvtárs – (r.: Sándor János) Szegedi Nemzeti Színház, 1989
- William Shakespeare: Lear király / Edmund – (r.: Ruszt József) Szegedi Nemzeti Színház, 1989
- Kornis Mihály: Büntetések / K. árnyéka – (r.: Ruszt József) Szegedi Nemzeti Színház, 1989
- Jókai Mór: A kőszívű ember fiai / Ödön – (r.: Korcsmáros György) Szegedi Nemzeti Színház, 1989
- Anatolij Ribakov: Az Arbat gyermekei / Szása Pankratov – (r.: Ruszt József) Szegedi Nemzeti Színház, 1989
- Háy Gyula: Mohács / Perényi Ferenc – (r.: Ruszt József) Szegedi Nemzeti Színház, 1988
- Szophoklész: Antigoné / Haimon – (r.: Kováts Kristóf) Szegedi Nemzeti Színház, 1988
- Csepreghy Ferenc: A piros bugyelláris / Boros Dani – (r.: Ruszt József) Szentendrei Teátrum, 1988
- Molière: Mizantróp / Alceste – (r.: Quintus Konrád) Várszínház, 1988

### Filmszerepei
- Itt érzem magam otthon (r: Holtai Gábor, 2025)
- BigBakShow (r.: Végh Zsolt, 2025)
- Borotvaélen táncolva (r.: Hódi Jenő 2024
- Valami Amerika (2023)
- A helység kalapácsa (r.: Dombrovszky Linda) 2023
- Dínók nyomában / professzor – 2022
- Nyugati nyaralás (r.: Tiszeker Dániel) 2022
- Ecc-Pecc (r.:Madarász István) 2021
- Valami Amerika 3. / Alex Brubeck (r.: Herendi Gábor) 2018
- A tökéletes gyilkos / Zengő - (r.:Pacskovszky József) 2017
- Fiú a vonaton (The Boy on the Train) / Antal – (r.: Roger Deutsch) 2016[8]
- Csak színház és más semmi / Ivánszky Dénes – (r.: Miklauzic Bence, Nagypál Orsolya) tv-sorozat, 2016–2019
- Anyám és más futóbolondok a családból / Artúr – (r.: Fekete Ibolya) 2015.[9]
- A Fekete Múmia Átka / Monsieur George – (r.: Madarász István) 2015[10]
- Ischler / Falk Tibor orvos – (r.: Hartung Attila) 2014.[10]
- Parkoló / Imre – (r.: Miklauzic Bence) 2014
- Apacsok / tartótiszt – (r.: Török Ferenc) 2011
- Valami Amerika 2. / Alex Brubeck – (r.: Herendi Gábor) 2008
- Para / Faragó úr – (r.: Fazakas Péter) 2008
- Castel Felice / Férfi - (r.: Valló Péter) 2008
- Egy rém rendes család Budapesten / Bándi Sanyi – (r.: Kubinszky Péter, Pajer Róbert, Zilahy Tamás) tévésorozat, 2006
- Mansfeld / Bánkuti ezredes – (r.: Szilágyi Andor) 2006
- A nyugalom / Orvos – (r.: Vizi Mária) TV, 2006
- Szervét Tibor színművész / Szervét Tibor – (r.: Miklauzic Bence) 2005
- Magyar vándor / Huba vezér – (r.: Herendi Gábor) 2004
- Tóték / postás – (r.: Gothár Péter) 2004
- Lili / Nyomozótiszt – (r.: Makk Károly) TV, 2003
- Tea / Barát – (r.: Fonyó Gergely, Herendi Gábor) tv-sorozat, 2003
- Napóleon / Grouchy marsall – (r.: Yves Simoneau) 2002
- Valami Amerika / Alex Brubeck – (r.: Herendi Gábor) 2002
- Mikor síel az oroszlán? / Apa – (r.: Balogh Zsolt) TV, 2001
- Kávéház / Dezső – (r.: Valló Péter) tv-sorozat, 2001
- Kémjátszma (Spy Game) / Felügyelő – (r.: Tony Scott) 2001
- Koldus és királyfi (The Prince and the Pauper) / Palotaőr – (r.: Giles Foster) TV, 2000
- Mária, Jézus anyja (Mary, Mother of Jesus) / Római őr – (r.: Kevin Connor) TV, 1999
- Istennél a kegyelem / Vécsey Károly – (r.: Zilahy Tamás) TV, 1999
- Kisváros / Hammond – (r.: Balogh Zsolt) tv-sorozat, 1998
- Szívlövés (Shot Through the Heart) / Bruno – (r.: David Attwood) TV, 1998
- Irány Kalifornia / Árpi – (r.: Felvidéki Judit) 1997
- X polgártárs (Citizen X) / Detektív – (r.: Chris Gerolmo) TV, 1995
- Sellő félig a habokból / Angyal – (r.: Pacskovszky József) 1994
- A magzat / Fetus – (r.: Mészáros Márta) 1993
- Zsötem / Tomesz barátja – (r.: Salamon András) 1992
- Sivatagi nemzedék – (r.: Halmy György) TV, 1991
- Salome / Heródes – (r.: Ruszt József) TV, 1990

### Rádiószínházi szerepeiből
- Kaffka Margit: Színek és évek  - (r.: Vajda István) 2021
- Móricz Zsigmond: A nap árnyéka / Bethlen Gábor - (r.:Varga Zs. Csaba) 2019
- Kosztolányi Dezső: Városi történetek az 1900-as évekből / Kosztolányi Dezső  - (r.: Varga Csaba) 2018
- Kosztolányi Dezső: Városi történetek az 1910-es évekből / Kosztolányi Dezső - (r.: Varga Zs. Csaba) 2018
- Kosztolányi Dezső: Városi történetek az 1920-as évekből / Kosztolányi Dezső  - (r.: Varga Csaba) 2018
- Móricz Zsigmond: Forró mezők (1-5. rész) / Móricz Zsigmond - (r.: Tasnádi Márton)
- Móricz Zsigmond: A nagy fejedelem (2016)
- Krúdy Gyula: Az emlékek szakácskönyve (1-5. rész) / Gyomorbajos, Pap, Eduárd, Kraut Ede – (r.: Kőváry Katalin) MR1 Kossuth Rádió – Rádiószínház, 2015. március 30. - április 3.
- Hász Róbert: A Vénusz vonulása (1-5. rész) / Hassaner atya, Klopstock, Petsch, Csónakos – (r.: Kőváry Katalin) MR1 Kossuth Rádió – Rádiószínház, 2015. március 9-13.
- Barcsa Dániel: Jösz' te hezzám! - 69 pajzán erdélyi történet (1-5. rész) / Felolvassa: Molnár Piroska, Szervét Tibor – (r.: Tasnádi Márton) MR1 Kossuth Rádió – Rádiószínház, 2015. február 16-20.
- Illyés Gyula: Ítélet előtt (1-5. rész) / Csónakos – (r.: Vajda István) MR1 Kossuth Rádió – Rádiószínház, 2014. december 10.
- Weöres Sándor: A kétfejű fenevad (1-2. rész) / Dzserdzsis, janicsár aga – (r.: Varsányi Anikó) MR3 Bartók Rádió – HangJátékTér, 2011. február 7.
- Balla Zsófia: Születésünk napja / Férj – (r.: Fodor Tamás) MR1 Kossuth Rádió, 2010. szeptember 19.
- Vas István: A boldog költő - jegyzetek Radnóti Miklósról / előadó – MR3 Bartók Rádió, 2009. május 5.
- Márton László: Az ablakkeret / Dobó Pisti – (r.: Zoltán Gábor) MR1 Kossuth Rádió, 2009. április 26.
- Bródy Sándor: Erzsébet dajka / előadó – (r.: Sárospataki Zsuzsanna) Katolikus Rádió - Páholy és pódium, 2009. április 25.
- Alekszandr Szergejevics Puskin: A kővendég / Don Juan – (r.: Hegyi Árpád Jutocsa, 1996.) Kossuth Rádió, 2008. június 29.
- Rejtő Jenő: Csontbrigád / Carew – (r.: Palotás Ágnes) Bartók Rádió, 2007. november 6.
- Visky András: A szökés / Vitéz – Bartók Rádió, 2007. április 12.
- Ír mítoszok és legendák / előadó – Kossuth Rádió, 2006. december 14.
- Karinthy Frigyes: Boga – naplórészlet / előadó – Petőfi Rádió, 2006. november 1.
- Béri Géza: Utolsó óda / előadó – Bartók Rádió, 2006. október 15.
- Marienbád / közreműködő – Kossuth Rádió, 2006. szeptember 18.
- Helma Sanders-Brahms: Mesélj, Seherezádé! / Sahriár – (r.: Horváth Péter, 2001.) Bartók Rádió, 2006. május 15.
- Jónás Tamás: Cigányidők / közreműködő – (r.: Simonyi János, 1995.) Bartók Rádió, 2006. március 1.
- Kiss Anna: A macskaprémkalapos hölgy - A kaszás / közreműködő – (r.: Salamon Suba László, 1996.) Bartók Rádió, 2006. február 20.
- Bartis Attila: Cedenka, egy régebbi történet / előadó – (r.: Lehoczky Orsolya) Bartók Rádió, 2005. szeptember 14.
- Bartis Attila: A Lázár-apokrifek / előadó – (r.: Lehoczky Orsolya) Kossuth Rádió, 2005. június 1.
- Darvasi László: Fernando Asahar tökéletes élete / előadó – (r.: Lehoczky Orsolya) Bartók Rádió, 2005. március 25.
- Darvasi László: Lau-Szu útja / előadó – (r.: Lehoczky Orsolya) Bartók Rádió, 2005. február 6.
- Padraic Fallon: Diarmuid és Grannia / Narrátor – Bartók Rádió, 2004. június 14–16.
- Andreï Makine: A francia pilóta / előadó – Kossuth Rádió, 2004. május 28.
- Füst Milán: Mit tudom én! / előadó – Kossuth Rádió, 2004. május 17.
- Csokonai Vitéz Mihály: "A földnek aljáról felemelkedém" / előadó – (r.: Bognár Monika) Bartók Rádió, 2003. december 15.
- Sári László: Lin-csi apát kolostorában / Narrátor – (r.: Gothár Péter) Petőfi Rádió, 2003. november 27.
- Lénárd Sándor: Apám / előadó – Kossuth Rádió, 2003. november 24–28.
- Nagy Lajos: Levéltitkok / előadó – Bartók Rádió, 2003. november 11.
- Kazinczy Ferenc: Anette és Lübin avagy Fanny és Tódor igaz története / előadó – Bartók Rádió, 2003. október 27.
- „Jó a csönd, a költészetet hozza...” / közreműködő– (szerk.: Sárospataki Zsuzsanna) Bartók Rádió, 2003. október 23.
- Mario Vargas Llosa: Háború a világ végén / előadó – Kossuth Rádió, 2003. szeptember 18.
- Mészöly Miklós: Sutting ezredes tündöklése / előadó – Bartók Rádió, 2003. szeptember 18.
- Darvasi László: A száműzött virágok / előadó – Bartók Rádió, 2003. augusztus 2.
- A lángon ördög ül / Ártándy testvérek Papja – Bartók Rádió, 2003. május 29.
- Giacomo Casanováról - Casanova emlékirataiból / előadó – Petőfi Rádió, 2003. április 2.
- Az eljövendő idők Írországához - ír költők versei / előadó – Bartók Rádió, 2003. március 17.
- Karel Čapek: Don Juan gyónása / előadó – Bartók Rádió, 2002. június 16.
- Bogdán László, Kovács András Ferenc, Jorge Luis Borges: Bibliotheca Borhesiana / előadó – Bartók Rádió, 2001. október 7.
- Rejtő Jenő: Piszkos Fred, a kapitány / Hajóskapitány – Kossuth Rádió, 2001. augusztus 27.
- Fallon, Padraic: Diarmuid és Grania /  narrátor - (r.: Varsányi Anikó 2001
- Móra Ferenc: Dióbél királyfi / Malajdoki Gáspár – (r.: Varsányi Anikó) Bartók Rádió, 1998. április 9.
- Ingmar Bergman: Öt vallomás / előadó – Bartók Rádió, 1996. december 12.
- Darvasi László: Kleofás-képregény / közreműködő – Bartók Rádió, 1995., 2004. április 12.

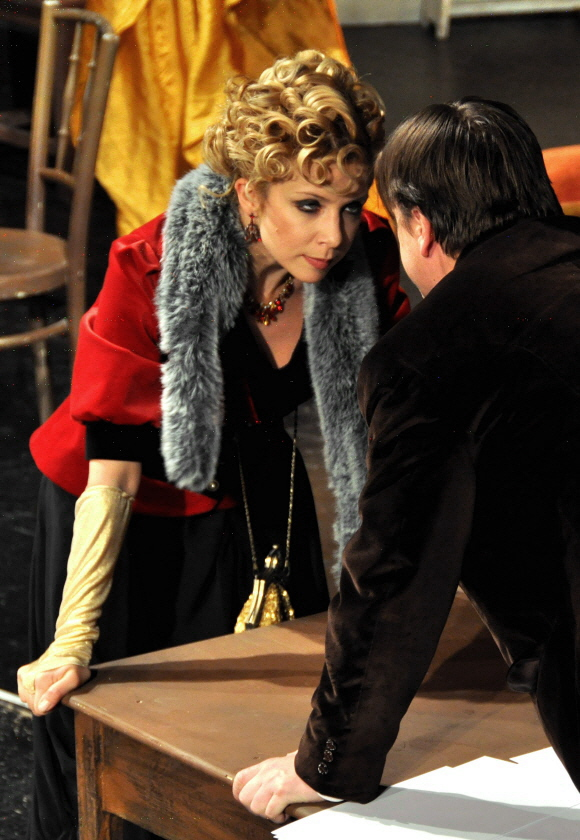
Kovács Patrícia és Fandl Ferenc (Vőlegény - Miskolci Nemzeti Színház, 2008)

### Rendezései
- Szép Ernő: Vőlegény – Miskolci Nemzeti Színház, 2008
- Noël Coward: Vidám kísértet – Vidám Színpad, 2006
- Neil Simon: Furcsa pár (női változat) – Miskolci Nemzeti Színház, 2005
- Jean Anouilh: Colombe – Budapesti Kamaraszínház – Tivoli, 2004
- Neil Simon: Mezítláb a parkban – Miskolci Nemzeti Színház, 2002
- Horváth Péter: Csúcsmodell – IV. Drámaíróverseny – Pesti Vigadó, 1997
- Gábor Andor: Egy kabaré… avagy… – Miskolci Nemzeti Színház, 1994, 1995

### DVD, CD, MP3

#### Színházi előadások
- Bereményi Géza - Kovács Krisztina: Apacsok / Apa, Tartótiszt (Radnóti Színház, 2009) = Katapult Film, 2011, DVD
- Csehov: Ványa bácsi / Asztrov (Radnóti Színház, 1996.) = Budapest Film, 2009, DVD
- Vajda Katalin: Anconai szerelmesek / Tomao Nicomaco (Radnóti Színház, 1997.) = Budapest Film, 2009, DVD

#### Filmek
- Apacsok / Tartótiszt = Katapult Film, 2011, DVD
- Valami Amerika 2 / Alex Brubeck = SkyFilm - Budapest Film, 2009, DVD
- Para / Faragó úr = Budapest Film, 2009, DVD
- Kémjátszma / Spy game / nyomozó = Universal Studios - Budapest Film, 2008, DVD
- Mansfeld / Bánkuti ezredes = Hungaricom, 2006, DVD
- Magyar vándor / Huba = SkyFilm - Budapest Film, 2004, DVD
- Valami Amerika / Alex Brubeck = SkyFilm - Budapest Film, 2001, 2002, 2005, 2009, DVD

#### Hangoskönyvek
- Francis Scott Fitzgerald: A nagy Gatsby = Titis, 2019. MP3 CD, 6 óra 30 perc
- Graham Greene: A csendes amerikai = Titis, 2011. MP3 CD, 7 óra 24 perc
- Mikszáth Kálmán: Kísértet Lublón = Titis, 2010. MP3 CD, 2 óra
- Casanova: Veszedelmes viszonyok / A fiatal Caterina grófnő = Kossuth-Mojzer, 2006. audio CD
- Erich Kästner: Emil és a detektívek = Titis, 2006. MP3
- Szerb Antal: A Pendragon legenda = Titis, 2005. MP3CD, 9 óra

#### Dalok
- Vajda Gergely (zeneszerző) - Karinthy Frigyes-David Hill-Vajda Gergely (szöveg): Gulliver Fárémidóban / Narrátor = BMC CD 202, 2012
- Heltai Jenő-Darvas Ferenc-Várady Szabolcs: Naftalin / Dr. Csapláros Károly dalai = Radnóti Színház - Szerzői kiadás, 2010, CD
- John Du Prez- Eric Idle: Spamalot - Gyalog galopp / Arthur király: Magányosan = Hormel Foods, 2009, CD
- Így énekelünk mi / Lucia = Szubjektív Stúdió, 2003, CD
- Dés–Geszti: A dzsungel könyve / Sir Kán: Száz a kérdés = BMG, 1996, CD